# Anaxagorea guatemalensis
Anaxagorea guatemalensis är en kirimojaväxtart som beskrevs av Paul Carpenter Standley. Anaxagorea guatemalensis ingår i släktet Anaxagorea och familjen kirimojaväxter. Inga underarter finns listade i Catalogue of Life.